# Adnan Kassar
Adnan Kassar (arabisch عدنان القصار, DMG ʿAdnān al-Qaṣṣār; * 25. Januar 1930 in Beirut; † 2. Mai 2025) war ein libanesischer Bankier, Unternehmer und Politiker, der verschiedene Ministerämter innehatte.

## Frühes Leben und Bildung
Kassar wurde 1930 in einer sunnitischen Familie in Beirut geboren. Er erhielt 1951 einen Abschluss in Rechtswissenschaften von der St. Joseph Universität, Beirut.

## Karriere
Kassar gründete verschiedene Unternehmen in den Bereichen Handel, Schifffahrt und Reisen sowie Industrie und war Vorsitzender der Fransabank-Gruppe. Kassar war fast 30 Jahre lang Präsident der Industrie- und Handelskammer von Beirut, in die er im Januar 1972 gewählt wurde. Im Juni 1997 wurde er Präsident der Föderation der Handels-, Industrie- und Landwirtschaftskammern im Libanon. Von 1999 bis 2000 leitete er die Internationale Handelskammer (ICC) mit Sitz in Paris. Am 1. Januar 2001 trat Richard McCormick, der als sein Stellvertreter bei der ICC tätig war, die Nachfolge Kassars als Leiter der ICC an. Im Januar 2003 wurde Kassar zum Mitglied des Patronatskomitees der anglo-arabischen Organisation ernannt. Darüber hinaus war Kassar Aktionär und Vorsitzender der Fransabank, einer großen libanesischen Geschäftsbank. Er war auch Vorsitzender der Allgemeinen Union der arabischen Handels-, Industrie- und Landwirtschaftskammern und der libanesischen Wirtschaftsausschüsse.
Im Oktober 2004 wurde Kassar im Kabinett von Premierminister Omar Karami zum Wirtschafts- und Handelsminister ernannt und löste Marwan Hamadeh als Wirtschaftsminister ab. Seine Amtszeit dauerte bis zum Jahr 2005, als Karami aufgrund des Drucks, den die libanesische Bevölkerung aus Protest gegen die Ermordung von Rafik Hariri ausgeübt hatte, von seinem Amt zurücktrat. Kassar wurde von Demianos Khattar abgelöst.
Später diente Kassar von November 2009 bis 2011 als Staatsminister im Kabinett unter Premierminister Saad Hariri. Kassar war eines der Kabinettsmitglieder, die vom libanesischen Präsidenten Michel Suleiman ernannt wurden.
Kassar galt seit Anfang der 2000er Jahre als potenzieller Premierminister.

## Auszeichnungen
- Offizier der Ehrenlegion (Frankreich)
- Offizier, Nationaler Orden der Zeder (Libanon)
- Offizier, Nationaler Verdienstorden (Frankreich)
- Komtur, Verdienstorden (Italien, 1975)[13]
- Ungarischer Verdienstorden[14]

Kassar erhielt weitere Auszeichnungen, darunter den Kommandeur des Ordens von La Pléiade und den Preis des Crans Montana Forums (2000).
Er war Träger des Business for Peace Award (2014) und wurde 2016 zum Ehrenvorsitzenden der Silk Road Chamber of International Commerce ernannt.
Im April 2015 wurde die School of Business an der Libanesisch-Amerikanische Universität nach Adnan Kassar benannt.

## Persönliches Leben
Adnan Kassar war der Sohn von Wafiq Kassar, einem Diplomaten, der als Botschafter des Libanon in Pakistan und der Türkei diente. Kassar war verheiratet mit Raidaa Nathem AlMisqawi und hatte eine Tochter, Roula Kassar.